# 美國心風暴
《美國心風暴》（英語：American Pastoral）是一部於2016年上映的美國犯罪劇情片，由伊旺·麥奎格執導，同時也是麥奎格的導演處女作。電影改編自菲利普·羅斯所著的1997年普立茲獲獎小說《美國牧歌》。由麥奎格、達科塔·芬妮、珍妮佛·康納莉、魯伯特·伊凡斯與瓦莱瑞·卡瑞主演。正式攝製於2015年9月21日在匹茲堡進行。
美國於2016年10月21日上映。本片為繼《憤怒》後2016年第二部改編自菲利普·羅斯小說的電影。

## 劇情
故事敘述猶太裔的高中體育明星黎沃夫，擁有看似完善的妻小，於20世紀末黎沃夫一家在準備融入美國社會時，因女兒梅莉在越戰抗議活動中成為了炸彈客，使得黎沃夫一家逐漸地破碎....。

## 演員
- 伊旺·麥奎格 飾 希謨·「瑞典」·黎沃夫（Seymour "Swede" Levov）
- 珍妮佛·康納莉 飾 黛恩·達威爾·黎沃夫（Dawn Dwyer Levov）
- 達科塔·芬妮 飾 梅莉·黎沃夫（Merry Levov）
- 路克·華利斯基 飾 雅各·黎沃夫（Jãcob Levov）
- 魯伯特·伊凡斯 飾 傑瑞·黎沃夫（Jerry Levov）
- 瓦莱瑞·卡瑞（Valorie Curry）飾 麗塔·柯恩（Rita Cohen）
- 大衛·史崔森 飾 奈森·祖克曼（Nathan Zuckerman）
- 烏佐·阿杜巴 飾 薇姬（Vicky）
- 彼得·瑞格（英语：Peter Riegert） 飾 盧·黎沃夫（Lou Levov）
- 莫莉·帕克 飾 希拉·史密斯博士（Dr. Sheila Smith）

## 製作

### 拍攝
電影正式於2015年9月21日在賓夕法尼亞州的匹茲堡進行攝製。

## 發行
2016年4月28日，宣布電影於2016年10月21日在美國有限上映，並於同年10月28日才會廣泛上映。

### 評價
爛番茄根據71條評論，持有僅21%的新鮮度，平均得分4.8 / 10。Metacritic得分44，評價兩極。

## 外部連結
- 互联网电影数据库（IMDb）上《American Pastoral》的资料（英文）
- Box Office Mojo上《美國心風暴》的資料（英文）
- 開眼電影網上《美國心風暴》的資料（繁體中文）
- Yahoo奇摩電影上《美國心風暴》的資料（繁體中文）